# 쿠마 (프로게이머)
쿠마(본명: 박현규, 2000년 11월 14일 ~ )는 대한민국의 리그 오브 레전드 프로게이머로 아이디는 Kuma이다. 포지션은 정글이다.

## 선수 생활
2018년 3월, 위너스에 입단하면서 프로 커리어를 시작했다. 스프링 시즌 좋은 모습을 보여주면서 팀의 승강전 진출에 일조했다. 하지만 승격에는 실패했다. 서머 시즌에는 새로 영입된 말랑이 주전 자리를 차지함에 따라 서브 선수로 내려왔다. 2018시즌 종료 후 팀에서 퇴단했다.
2019년 6월, APK 프린스에 입단했다. 서머 시즌 팀의 주전 자리를 차지하면서 팀의 LCK 승격에 기여했다. 2020 스프링 시즌에는 플로리스가 영입되면서 서브 선수로 밀려났다. 서머 시즌에서도 서브 선수로 활동하면서 간간히 출전했다. 2020시즌 종료 후 팀을 퇴단했다.

## 소속팀
| # | 팀명       | 소속 기간             | 소속 리그 | 비고 |
| - | ---------- | --------------------- | --------- | ---- |
| 1 | 위너스     | 2018.03.07~2018.12.12 | CK        |      |
| 2 | APK 프린스 | 2019.06.05~2020.11.16 | CK LCK    |      |

## 수상 내역
- 리그 오브 레전드 챌린저스 코리아 스프링 2018 준우승
- 리그 오브 레전드 챌린저스 코리아 서머 2019 준우승